# Terminus (film 1961)
Terminus è un documentario cortometraggio del 1961 diretto da John Schlesinger candidato al premio Oscar al miglior documentario.

## Riconoscimenti
- 1964 - Premio Oscar
  - Candidatura al premio per il miglior documentario
- 1962 - BAFTA
  - Miglior cortometraggio